# Liste des lauréats de la médaille de l'Académie royale des arts du Canada
Voici la liste des lauréats de la médaille de l'Académie royale des arts du Canada :
- 1962
  - Viljo Revell, architecte
  - Norman McLaren, spécialiste en animation
  - Carl Dair, designer de fontes typographiques

- 1963
  - Tanya Moseivitch, designer de décors théâtraux et de costumes

- 1964
  - Yousuf Karsh RCA (élu en 1975), photographe

- 1965
  - Allan Robb Fleming RCA (élu en 1970), designer de fontes typographiques
  - Christopher Chapman RCA (élu en 1970), cinéaste

- 1966
  - Duncan MacPherson, caricaturiste

- 1967
  - Pierre Dupuy, commissaire général de l’Exposition universelle de 1967

- 1968
  - Julien Hébert RCA, designer industriel

- 1969
  - Alfred Joseph Casson RCA (élu en 1926)
  - Alexander Young Jackson RCA (posthume) (élu en 1954)
  - Franklin Carmichael RCA (élu en 1935)
  - Lawren Phillip Harris RCA (élu en 1943)
  - Francis Hans (Franz) Johnston RCA (élu en 1913),
  - Arthur Lismer RCA (élu en 1919)
  - J.E.H. MacDonald
  - Frederick Horsman Varley RCA (élu en 1921).

- 1972
  - Henry Moore, sculpteur

- 1974
  - Pierre Juneau, président retraité, Commission canadienne de radio-télévision

- 1975
  - Moncrieff Williamson, directeur, Confederation Centre Art Gallery
  - Gerry Moses, Programme des œuvres d’art de l’entreprise, Imperial Oil Ltd.
  - Oscar Cahén, peintre (posthume)
  - Paul-Émile Borduas, peintre (posthume)

- 1976
  - Archie F. Key, gestionnaire artistique
  - Douglas M. Duncan, collectionneur (posthume)

- 1978
  - John Crosbie Perlin, gestionnaire artistique
  - Charles Wetmore, enseignant, designer industriel
  - Emily Carr, peintre (posthume)
  - Albert Dumouchel, graveur (posthume)
  - Alan Jarvis, gestionnaire artistique (posthume)

- 1979
  - Le Duke of Argyll, en commémoration de la fondation de l’Académie en 1880 par son ancêtre, le Marquis de Lorne, nommé par après le 9e Duke of Argyll.

- 1985
  - Spencer Clark, collectionneur et philanthrope

- 1986
  - Doris Shadbolt, gestionnaire artistique

- 1987
  - Edmund C. Bovey, bénévole, collectionneur, philanthrope

- 1989
  - Joan Chalmers, philanthrope et mécène

- 1990
  - Isabel McLaughlin, philanthrope et mécène
  - Graeme Ferguson RCA (élu en 1974), cinéaste

- 1993
  - Osuitok Ipeelee RCA (élu en 1973), sculpteur

- 1994
  - Jean Sutherland Boggs, gestionnaire artistique

- 1998
  - Frederick Hagen, artiste et enseignant
  - Alfred Pellan, peintre (posthume)

- 2000
  - Robert Lantos, cinéaste / réalisateur
  - Lorraine Monk, gestionnaire artistique

- 2001
  - Suzanne Rivard LeMoyne, gestionnaire artistique, enseignante
  - Isadore et Rosalie Sharpe, mécènes

- 2002
  - Catherine Crowston, gestionnaire artistique
  - Ann Davis, gestionnaire artistique

- 2003
  - Bernard Lamarre, philanthrope
  - John Hobday, gestionnaire artistique
  - Liliane M. Stewart, philanthrope
  - Jean Dallaire, peintre (posthume)
  - Janine Bombardier, philanthrope
  - David P. Silcox, gestionnaire artistique

- 2004
  - Rosita Tovell, philanthrope
  - Agnès Martin, artiste et philanthrope
  - Jacqueline Longstaffe, philanthrope
  - Ian M. Thom, érudit, conservateur, auteur, rédacteur en chef

- 2005
  - Mayo Graham, conservatrice
  - Charles Hill, conservateur, auteur
  - Avrom Isaacs, propriétaire de galerie, mécène
  - William Kirby, défenseur des arts
  - Pierre Théberge, directeur de musée et conservateur

- 2006
  - Susan Gibson Garvey, directrice de musée, conservatrice
  - Jean M. Johnson, gestionnaire artistique
  - John R. Porter, directeur de musée, conservateur, auteur
  - Donald R. Sobey, mécène

- 2007
  - Patricia E. Bovey, directrice de musée, auteur
  - Robert Enright, critique
  - Kathleen M. Richardson, défenseur des arts, mécène
  - Meeka Walsh, rédactrice en chef